# Opel Sintra
Sintra je bio veliki jednovolumen, kojeg je u Europi od 1996. do 1999. godine prodavao Opel, a u Velikoj Britaniji Vauxhall.
Sintra je bila izgrađena na istoj platformi i izgledom identična američkim General Motorsovim minivanovima Chevrolet Venture, Oldsmobile Silhouette i Pontiac Montana, a do ranog tržišnog kraha doveli su je loša prodaja i katastrofalni rezultati na testovima sigurnosti.
Godine 1999. Sintru je zamijenila kompaktna i europskom ukusu bliža Zafira, koja se do danas uspješno održava na tržištu.

## Vanjske poveznice

### Ostali projekti
|  | Zajednički poslužitelj ima još gradiva o temi Opel Sintra |